# Иманова, Айнур
Айнур Иманова (азерб. Aynur Imanova; род. 7 декабря 1988, Баку) — азербайджанская волейболистка. Центральная блокирующая. Игрок ЖВК «DH Volley» и сборной Азербайджана.

## Карьера
Родилась 7 декабря 1988 года. Начала карьеру в «Азеррейл».
Сезон 2021/2022 провела за ЖВК «Абшерон». Выиграла с клубом чемпионат 2021/2022. 
С сезона 2022/2023 выступала за «Азеррейл». Являлась капитаном команды. В составе «Азеррейл» выиграла чемпионат 2022/2023, 2023/2024, 2024/2025.
В Кубок вызова ЕКВ в сезоне 2022/2023 дошла до 1/16 финала. В сезоне 2023/2024 также дошла до 1/16 финала, где команда уступила «Аварка де Менорка» (Испания). 
В 2025 году перешла в «DH Volley».

## В составе сборной
Является игроком сборной Азербайджана. Принимает участие в Золотой Евролиге.    
В августе 2018 года приняла участие на турнире «Gloria Cup» в Анталье (Турция). 
На чемпионате мира 2018 дошла до второго группового этапа.
В августе 2022 года на V Играх исламской солидарности в составе сборной завоевала бронзовые медали.
Принимала участие в чемпионате Европы 2023.

## Достижения
- Чемпион Азербайджана 2021/2022[3], 2022/2023, 2023/2024[5], 2024/2025[6]
- Игры исламской солидарности 2021 — [15]